# 茨河
茨河，古称“细水”，位于河南省东部、安徽省西北部，原为颍河左岸支流，1980年茨淮新河通水后，在安徽省阜阳市茨河铺分洪闸下入茨淮新河，成为茨淮新河左岸支流。全长185公里，流域面积2994平方公里。其中茨河上游河南省境内称为黑河，长100公里，流域面积1738平方公里。黑河古称“瀖河”，又名“琵琶沟”，发源于河南省太康县西部逊母口镇姜庄村，东南流经淮阳县东北部、鹿邑县西南部、郸城县北部和东部，至郸城县东南白马镇张胖店村流入安徽省太和县后始称“茨河”，茨河纵贯太和县中部，东南流入阜阳市颍泉区，至茨河铺注入茨淮新河。途纳李贯河、晋沟河、谷河等支流。